# Вілбур хоче покінчити з собою
«Вілбур хоче покінчити з собою»; інша назва — «Вілбур хоче вбити себе» (дан. Wilbur Wants to Kill Himself) — художній фільм данської режисерки Лоне Шерфіґ, знятий нею у 2002 році за власним сценарієм. Світова прем'єра стрічки відбулася 8 листопада 2002 року в Данії. Фільм отримав 11 нагород на різних міжнародних фестивалях і ще 20 разів був номінований.

## Сюжет
Тридцятирічного Вілбура (Джеймі Сівес) виснажує депресія. Вілбуру та його брату Гарбору (Едріан Роулінс) після смерті батька дістається букіністична крамниця. Вілбур, схильний до суїциду, в черговий раз намагається покінчити з собою. І потрапляє в лікарню. Вілбуру надає особисту підтримку медсестра Мойра, пропонуючи секс як перевірений засіб від його душевних страждань. Але чутливий Вілбур розради в ньому не знаходить.
Елліс (Ширлі Гендерсон) замкнута, живе удвох з семирічною дочкою Мері (Ліза Маккінлі). Працюючи прибиральницею в лікарні, вона збирає книги, залишені хворими, щоб здати їх в букіністичний магазин, де зустрічає Гарбора, закохується в нього і виходить за нього заміж. Брати і Елліс стають нерозлучні. Вілбур знову відчуває смак до життя, Елліс виходить з добровільної ізоляції, Мері захоплюється читанням. Потім Вілбура наздоганяє фатальний потяг до дружини брата, смертельно хворого Гарбура. Гарбор щасливий, як ніколи, але він приховує якусь таємницю.

## У ролях
| Актор            | Роль    |
| ---------------- | ------- |
| Джеймі Сівес     | Вілбур  |
| Едріан Роулінс   | Гарбор  |
| Ширлі Гендерсон  | Елліс   |
| Сьюзен Відлер    | Софі    |
| Мадс Міккельсен  | Горст   |
| Ліза МакКінлі    | Мері    |
| Джулія Девіс     | Мойра   |
| Роберт Макінтош  | Тейлор  |
| Лоррейн Макінтош | Рубі    |
| Гордон Браун     | Вейн    |
| Мхаірі Моррісон  | Клер    |
| Ендрю Таунслі    | лікар   |
| Корал Престон    | Дженні  |
| Оуен Горман      | Портер  |
| Дес Гемілтон     | м'ясник |